# 창원 법성사 목조보살좌상
창원 법성사 목조보살좌상(馬山 法成寺 木造菩薩坐像)은 대한민국 경상남도 창원시 법성사 대웅전 내에 봉안되어 있는 삼존불 중 우협시보살이다. 2008년 5월 22일 경상남도의 유형문화재 제472호로 지정되었다.

## 개요
마산 법성사 목조보살좌상은 대웅전 내에 봉안되어 있는 삼존불 중 우협시보살이다. 사측에서는 대세지보살로 지칭하고 있으나 조각 양식상 보현보살로 추정되며, 뒷면 하반신 쪽으로 도금이 박락되어 있으나 이를 제외하면 상태는 대체로 양호한 편이다.

## 참고 문헌
- 창원 법성사 목조보살좌상 - 국가유산청 국가유산포털